# Caumont-sur-Durance
Caumont-sur-Durance är en kommun i departementet Vaucluse i regionen Provence-Alpes-Côte d'Azur i sydöstra Frankrike. Kommunen ligger i kantonen Cavaillon som tillhör arrondissementet Apt. År 2022 hade Caumont-sur-Durance 5 499 invånare.

## Befolkningsutveckling
Antalet invånare i kommunen Caumont-sur-Durance
| Referens: INSEE |